# Kiyowela
Kiyowela ist ein Verwaltungsbezirk (englisch Ward) des Distrikts Mufindi in der tansanischen Region Iringa.

## Geografie
Kiyowela liegt im südlichen Hochland von Tansania etwa 40 Kilometer Luftlinie südlich der Distrikthauptstadt Mafinga. Der Bezirk grenzt im Norden an Kasanga, im Nordosten an Mninga, im Osten an Makungu, im Süden an Idete und Kitandililo und im Westen an Mtambula. Bei der Volkszählung 2022 lebten 8678 Menschen in 1327 Haushalten auf einer Fläche von 171 Quadratkilometern.

## Gliederung
Der Bezirk besteht aus drei Gemeinden (swahili Mtaa) mit zehn Orten (Kitongoji):
| Magunguli - Miyago - Kati - Magomeni - Mtunduru | Isaula - Mgeluka - Mlima wa Shule - Ituta | Kiyowela - Mlima wa Stesheni - Mlima wa Kati - Mlima wa Shule |

## Wirtschaft und Infrastruktur
- Landwirtschaft: Im Bezirk werden rund 3600 Rinder, 2000 Hühner und 160 Ziegen gehalten.[8]
- Bildung: Die Kiyowela Secondary School ist eine staatliche weiterführende Tagesschule mit einer Ausbildung bis zur 4. Stufe.[9]